# Krunidba kralja Tomislava
Krunidba kralja Tomislava pretpostavljeni je događaj koji su povjesničari 19. stoljeća stavili u 925. godinu, kada je papa Ivan X. u pismu na latinskom jeziku Tomislava oslovio s »Tamisclao, regi Crouatorum«,:32 što se prevodi kao kralj Hrvata. O krunidbi ne postoje povijesni dokazi, a ako je okrunjen, ne zna se tko ga je, kada i gdje okrunio. Toma Arhiđakon napisao je u 13. stoljeću u djelu Historia Salonitana da je 914. vladar bio knez Tomislav, pa se papino pismo uzima kao dokaz Tomislavova postajanja kraljem, i pretpostavlja njegova formalna krunidba. Pretpostavlja se da je Tomislavova vladavina počela ranije, oko 910. godine.
Tomislava »kraljem u pokrajini Hrvata i u dalmatinskim krajevima« (lat. in prouintia Croatorum et Dalmatiarum finibus Tamisclao rege) naziva i bilješka koja prethodi zaključcima Splitskog crkvenog sabora 925. godine, dok se u samim zaključcima u 12. kanonu navode »kralj i velikaši Hrvata« (lat. rex et proceres Chroatorum).:78:32 Iako ne postoje hrvatski natpisi za Tomislava koji bi potvrdili naslov, kasniji natpisi i povelje potvrđuju da su se njegovi nasljednici iz 10. stoljeća nazivali kraljevima na narodnom jeziku.
Starija historiografija pretpostavlja da je Tomislav okrunjen na Duvanjskom polju (kod Tomislavgrada), iako o tom događaju nema zapisa. Taj zaključak izveden je iz Ljetopisa popa Dukljanskog koji opisuje krunidbu kralja Svatopluka (Budimira u kasnijoj verziji kronike) i sabor održan u polju u Dalmi. Neki povjesničari iz 19. stoljeća teoretizirali su da su Tomislav i Svatopluk ista osoba ili je autor pogriješio oko imena kralja. Druge teorije sugerirale su da je papa (ili predstavnik) dao okruniti Tomislava prije Splitskog sabora 925. ili da se Tomislav okrunio sam.